# Monolake
Monolake is een elektronisch muziekproject uit Berlijn. Oorspronkelijk bestond de groep uit Gerhard Behles en Robert Henke, maar Monolake wordt nu voortgezet door Henke, terwijl Behles zich richt op het muziekprogramma Ableton. Eind 2004 werd Torsten "T++" Pröfrock lid van Monolake.
Monolake's elektronische, minimale, door dub beïnvloede technomuziek hielp mee het typische geluid van het platenlabel Chain Reaction tot stand te brengen. Henke geeft leiding aan het label [ml/i] Monolake / Imbalance Computer Music en brengt de platen van Monolake hierop uit.
Henke speelt soms "webjams" (jamsessies op internet) met Deadbeat. Hierbij maken ze gebruik van het programma Atlantic Waves.
Monolake is genoemd naar Mono Lake, ten oosten van de Sierra Nevada in Californië.

## Discografie

### Monolake
- Cyan (1995, 12")
- Magenta (1996, 12")
- Lantau/Macao (1997, 12")
- Occam/Arte (1997, 12"; heruitgebracht in 2001)
- Hongkong (1997, cd)
- Tangent (1998, 12")
- Interstate (1999, cd)
- Gobi: The Desert EP (1999, cd)
- Fragile/Static (1999, 12")
- Stratosphere/Ice (2000, 12")
- Gravity (2001, cd)
- Ionized/Ping/Frost (2001, 12")
- Polaroid/Polaroid Remix (2001, 12")
- Cinemascope (2001, cd)
- Bicom/Remoteable Cut (2001, 12")
- Linear/Atomium/Reminiscense (2003, 12")
- Momentum (2003, cd)
- Cern/White_II (2003, 12")
- Invisible/Force (2005, 12")
- Axis/Carbon (2005, 12")
- Polygon Cities (2005, cd)
- Digitalis/Plumbicon (2005, 12")
- Plumbicon Versions I (2005, 12")
- Plumbicon Versions II (2005, 12")
- Plumbicon Versions (2006, cd)
- Alaska/Melting (2006, 12")
- Alaska Remixes (2006, 12")
- Silence (2009, 12" en cd)
- Ghosts (2012, 12" en cd)

### Robert Henke
- Piercing Music (1994, cd; heruitgebracht 2003)
- Floating Point (1997, cd)
- Signal to Noise (2004, cd)
- Layering Buddha (2006, cd en 5 x 12")

### Helical Scan
- Index (1996, 12")